# Jeff Flake
Jeff Flake (ur. 31 grudnia 1962) – amerykański polityk, członek Partii Republikańskiej. Od roku 2001 był przedstawicielem stanu Arizona w Izby Reprezentantów Stanów Zjednoczonych, najpierw z pierwszego, a od 2003 roku z szóstego okręgu wyborczego.
W 2012 roku został wybrany do Senatu na miejsce Republikanina Jona Kyla. W wyborach pokonał Demokratę Richarda Carmonę 49.2%-46.2%
Zasiadając w Senacie był jednym z tych Republikanów, którzy najbardziej krytykowali Donalda Trumpa, najpierw jako kandydata, a potem Prezydenta USA. Z tego względu stracił poparcie konserwatywnego elektoratu Partii Republikańskiej i – wobec skrajnie niekorzystnych sondaży zrezygnował z ubiegania się o ponowny wybór.